# Artem Pustovyj
Artem Volodymyrovyč Pustovyj (in ucraino Артем Володимирович Пустовий?; Vil'njans'k, 25 giugno 1992) è un cestista ucraino.
È anche noto con la traslitterazione Artem Pustovyi.

## Carriera

### Ucraina
Pustovyi ha militato dal 2009 al 2015 nel Chimik Južnyj, vincendo il campionato ucraino nel 2015 dopo una stagione in cui ha mantenuto 10,5 punti, 4,8 rimbalzi ed 1,6 stoppate di media. Con il Chimik ha anche disputato dal 2009 al 2013 l'Eurochallenge, arrivando ai quarti di finale nel 2013, e l'Eurocup nel 2013-14, arrivando agli ottavi di finale.

### Spagna
Nell'estate del 2015 il centro ucraino firma con l'Obradorio, dove inizialmente trova poco spazio. Nel 2016-17 rinnova con gli spagnoli per due anni e nel 2017-18 disputa la sua miglior stagione in carriera, mettendo a referto 11,2 punti, 5,9 rimbalzi ed 1,9 stoppate di media nella Liga ACB.

### Nazionale
Con l'Ucraina disputa gli Europei 2013. Con l'Ucraina under 20 ha disputato gli Europei di categoria nel 2011 e nel 2012.

## Palmarès
- Campionato ucraino: 1

Chimik Južnyj: 2014-15
- Campionato spagnolo: 1

Barcellona: 2020-21
- Copa del Rey: 2

Barcellona: 2019, 2021
- Liga catalana: 1

Barcellona: 2019